# Sonograma Magazine
Sonograma Magazine és una revista de pensament musical i difusió cultural en línia, d'accés obert i amb aportacions sobretot de persones expertes en música més que no pas estrictament periodistes.
La revista publica quatre números l'any, gener, abril, juny i octubre. També publica suplements periòdics: Suplement de llibres de música, Quadern de llibres, Suplement de discos. El format de la revista és digital.
Va néixer el 2008 de la mà d'un grup de docents músics, amb Carme Miró i Maria Ivanova al capdavant, amb la voluntat de crear una revista digital on els músics tinguin veu pròpia, sense intermediaris. Inicialment, Sonograma Magazine fou un espai inclòs dins el projecte Webdemusica.org que aplegava diferents col·laboradors. El primer número es publicà el dia 23 d'abril amb la Diada de Sant Jordi, amb l'entrevista de la compositora finlandesa Kaija Saariaho.
Al llarg d'aquests anys la revista ha publicat entrevistes de personalitats de la música actual com Jörg Widmann.
El 2015 va signar un acord de col·laboració amb l'Escola Superior de Música de Catalunya per tal de potenciar la creació i la recerca en l'àmbit de la música clàssica i d'avantguarda.